# Sacra Capilla del Salvador

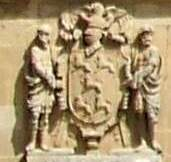
Stemma della famiglia Cobos sulla facciata.

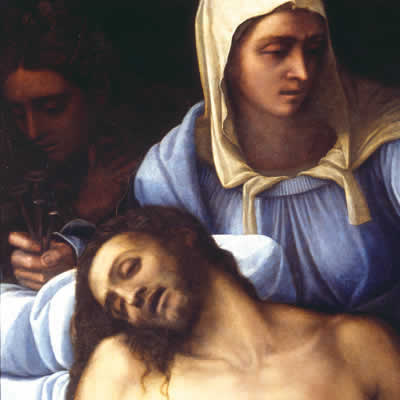
Sebastiano del Piombo, Pietà di Úbeda, Museo del Prado

La Sacra Capilla del Salvador è un tempio costruito sotto il patronato di Francisco de los Cobos y Molina come pantheon annesso al suo palazzo a Úbeda (provincia di Jaén), in quella che oggi è chiamata Plaza Vázquez de Molina.

## Storia
Commissionata nel 1536, faceva parte di un vasto programma artistico destinato ad elevare la fama, la fortuna e la gloria personale che aveva raggiunto il segretario personale di Carlo V; per cui fece ricorso a artisti di prima classe. Il progetto iniziale fu affidato a Diego de Siloé, mentre la realizzazione fu eseguita da Andrés de Vandelvira dal 1540. Il tempio fu consacrato nel 1559. Il suo primo cappellano fu Deán Ortega, per il quale fu costruito il grande palazzo sulla sinistra della facciata principale della cappella.
El Salvador fu l'impresa più ambiziosa di tutte le architetture religiose private del Rinascimento spagnolo. Dichiarato monumento storico-artistico nel 1931, è diventato, a sua volta, uno dei simboli più pubblicizzati di questa città, i cui monumenti del Rinascimento, insieme a quelli di Baeza, sono dichiarato Patrimonio dell'umanità da parte dell'UNESCO nel 2003.
Il tempio ospitava un repertorio di sculture, cimeli, gioielli e dipinti, pezzi di grande valore acquisiti o donati al suo fondatore, come la famosa Pietà di Úbeda di Sebastiano del Piombo (ripresa alla Casa de Pilatos di Siviglia e attualmente in prestito al Museo del Prado di Madrid).